# لويس ألكسندر أوليفيه دوكورانسيه
لويس ألكسندر أوليفيه دوكورانسيه (بالفرنسية: Louis Alexandre de Corancez)‏ (1770 - 1832م) هو مستشرق فرنسي. اشتهر بكتابته عن تاريخ ونشأة الوهابية.
كان ضمن البعثة العلمية الفرنسية التي رافقت حملة نابليون على مصر. التحق بالحملة في عام 1799م، ثم أصبح بعد ذلك قنصل فرنسا في حلب، وعضواً في الأكاديمية الفرنسية في عام 1811م. توفي في أسنيير (بالفرنسية: Asnières)‏ عام 1832م.

## آثاره
- «تاريخ الوهابيين منذ النشأة حتى عام 1809م»، ترجمة محمد خير البقاعي، دارة الملك عبد العزيز، الرياض، 1426 هـ.